# 天魔策
《天魔策》，黃易武俠小說系列裏的武林四大奇書之一，魔門至高無上祕典，共分十卷。後來魔門一系列強大的武功心法和奇門異術都是衍生自《天魔策》。但後因戰亂、天災等原因分別散佚，加上魔門解構成不同派別分支，使天魔策也隨之分散，所以將《天魔策》重歸於一，一直是魔門有識之士的心願。

## 歷史起源
相傳為百家爭鳴的各家各派，在到了漢朝的時候，漢武帝獨尊儒術，把其他派別，即九流十家除儒家外，列為異端學說（邪魔外道），而三教九流旁門左道更受打壓。於是當時的不世之才「天魔」蒼璩（聖門之祖，武功天下無敵，可能尤在後輩：無上宗師令東來之上）搜遍天下尋求奇典異籍，去蕪存菁歸納所有百家學說的精華編成經典，組成十卷《天魔策》，被列為四大奇書之一。根據《邊荒傳說》中向雨田所說《天魔策》雖成於秦漢之時，但其淵源可追溯至三皇五帝的遠古時代、號稱戰神蚩尤所遺留之無上魔功心法，後來成為魔門的寶典，創出不同的流派。每卷均有名稱，各述一套武功訣法，牽涉到天地的奧秘，威力驚天動地。
但因為戰亂、天災等原因分別散佚，加上魔門解構成兩派六道等分支，所以天魔策也隨之分散，可確定的篇名僅有《刑遁術》、《天魔秘》、《道心種魔大法》三篇。
兩派六道所有武功中「天魔大法」、「道心種魔大法」、「天心蓮環」、「花間十二支」、「幻影劍法」、「紫氣天羅」、「歸魂十八爪」、「劍罡同流」、「刑遁術」、「姹女大法」等等一系列強大的武功心法和奇門異術，都是衍生自《天魔策》。但後來《天魔策》有所佚失，到《大唐雙龍傳》遺傳的只餘六卷，並因此變名為《天魔秘》，所以六卷《天魔秘》的訊息便在魔門下層弟子中流傳。《天魔策》分別由兩派六道所掌握，所以統一魔門的兩派六道，集合所有祕藉，使《天魔策》重歸於一，一直是魔門有識之士的心願。到武周年間，婠婠之徒武曌終透過武力，一舉將魔門所有祕籍收集，由千黛誊寫，將旁門左道、害人害物的內容刪掉。
而到了元明之際，魔門傳承僅分成中原陰癸派跟域外的魔師宮、花間派三大派系，而陰癸派又在厲工自閉於十絕關後分裂作厲工傳人赤尊信創立的尊信門跟符搖紅傳人單玉如建立的天命教兩個系統，如厲工的「天魔手七十二式」、「紫血大法」跟赤尊信的「移神轉魄大法」、單玉如的「魔音擾魂大法」、「翠袖玉環」、白芳華的「密藏心法」和年憐丹的「花間仙氣」應也都是出自天魔策的記載。

### 矛盾之處
但實際上在小說當中常出現前後矛盾的情況，如《日月當空》武曌所說魔門十卷初時並不存在，只是套筆記式的帛書，內中包羅萬有，到漢代第一代邪帝謝眺去蕪存菁，以他的通天智慧，寫成《道心種魔大法》和《魔道隨想錄》兩書，又自稱為魔，始有魔門之名。種魔大法為主學，隨想錄是雜學，此兩書實為魔門所有經典的源頭，在兩書的基礎下，邪帝收的八個徒弟開枝散葉，各有著述，能經得起時間考驗的，只餘天魔策十卷，絕不只是十套功法，而是魔門前輩經驗智慧識見的總集，旁及千門萬類的技藝。。
不過按小說所屬年代推斷，實有可能是魔門後代弟子以訛傳訛之故（也有可能是作者筆誤，因為作品創作時間跨越過長）。
- 魏晉南北朝：邊荒傳說（五胡十六國、東晉末年）
- 隋朝：大唐雙龍傳（隋末[14]）
- 唐朝：大唐雙龍傳（唐初[14]）、日月當空及龍戰在野（武周）
- 宋朝：破碎虛空（宋末[15]）
- 元朝：破碎虛空（元初[15]）
- 明朝：覆雨翻雲（明初洪武末年至建文末年）

## 記載武功

### 天魔大法
出自天魔策中最精華的〈天魔秘〉，乃是魔門兩派六道中陰癸派的鎮派武學，天魔大法以「幻變」為要旨，最厲害處就是能隨心所欲，在任何情況都能傷人，教人防不勝防。習天魔大法，註定不能有心儀的男子，萬一愛上，更是殘忍的不能。

### 紫血大法
在大逃亡時期迭失（由《破碎虛空》一書推測而得），威力與《道心種魔大法》幾乎可相提並論，在遺失了近千年後，在元初被陰癸派厲工搜得並練成，但仍遠遜當時天下無敵之無上宗師令東來。全身血液，尽转紫红，此功方成，能使人轉化氣質，死無全屍，威力駭人聽聞。

### 天心蓮環
天蓮宗的最強武學，一向只有蓮主有資格修練，但數代以來僅有「胖賈」安隆一人練成，如安隆之師就是在修練天心蓮環時，運岔真氣導致全身經血爆裂而亡。

### 歸魂十八爪
魔相宗高手魔帥趙德言畢生魔功精華所在，是他遁入東突厥後悉心苦練多年的絕招，本希望能一舉打敗祝玉妍跟石之軒登上邪道八大高手的首位，不料仍非祝玉妍的敵手，在她的天魔大法攻擊下略遜一籌。從第一式「玄武悲泣」變化為最厲害的第十八式「青龍嫉主」時，雙手先收回胸口，再卷纏而出。
歸魂十八爪在書中並未出現全部招式，記載如下：
起手式朱雀拒屍：五指箕張，似緩似快，拙中見巧，變化無窮，把敵手完全緊鎖籠罩。口訣在於：「朱雀不垂者拒，如山高昂，頭不垂伏，如不肯受人之葬而拒之也。」。
第一式玄武悲泣：雙手左爪變為直急衝射，湍怒有聲！另一手變得屈折彎曲，悠揚深緩。口訣在於：「玄武為水，衰旺系乎形態，以屈曲之玄為有情，有是形則有是應。」
第十八式青龍嫉主：歸魂十八爪中最厲害的殺招，双手卷缠变化，變化奇妙。

### 紫氣天羅
魔門滅情道高手天君席應自創的功法，威力十分驚人，和陰癸派的天魔功神似而形非，席應是三百年來首個練成者。但首尾兩句的自創及首個練成在書中自成矛盾。

### 劍罡同流
魔門真傳道分支道祖真傳一脈的鎮派絕技，從長眉老道創派以來，不曾有傳人練成最高境界。劍罡同流是道祖真傳兩大絕藝內功子午罡和壬丙劍法兩者融合運用的武學，並以派中寶劍子午劍施展，劍氣凌厲霸道又陰森詭異，缺點在於創派以來，除祖師長眉老道外，無人可以將子午罡和壬丙劍法完美結合，一旦被發現劍罡分流的破綻，將陷生死之危。
而左游仙的子午罡雖然已練到第十八重，但劍罡同流的境界仍處神分离而非神浑流的境界，所以當徐子陵假冒的嶽山喊出他神藏何處，氣歸何方後大驚失色，不敢犯險動手。

### 刑遁術
天魔策十卷之一，共分成九章，因鬼影之死而告失傳。其中七章專講各種酷刑和逼供的殘忍手段，最後兩章則是專論遁術，其它以論述武功心法為主的冊卷比起頗為異類，而鬼影更因天生聾啞殘疾將遁術練至登峰造極的境界，但他練成遁術後，卻把載有遁術那兩章撕毀，因此在鬼影身亡後，遁術便告失傳，據墨夷明猜測鬼影毀去遁術，是為魔門後人設想。。
遁术代表的不单是来无踪、去无影的功夫，也是一套特别的武功心法，甚么气机牵引全不起任何作用，所以即使能把他重重围困，只要有一丝空隙，仍能安然逸去。
遁術最高功法叫金蟬脫殼，一旦施展，不論敵手攻擊如何凌厲霸道，也能將攻擊轉化成有利己身的力量，再借勢遠遁。但這門功法非常霸道，必須採直線逃走，一口氣狂奔數十里，方可化去體內借來的真氣，這是金蟬脫殼的唯一破綻，但奔出千步之遙後，便可再次施展金蟬脫殼脫身，只是事後需要更長的時間休養復原，鬼影因此被向雨田和燕飛抓住這項破綻一舉夾殺。

### 天魔手七十二式
陰癸派掌門「血手」厲工的成名武功，卻在半日間讓「無上宗師」令東來全數破解，使厲工大感佩服。

### 天魔擊三大散招
陰癸派高手畢夜驚擅长的招數，乃是凌空下击的套路，連韓公度這等高手都難以應付。

### 花間十二支
花間派最高武技，石之軒要在侯希白二十八歲時對他全力施展以考究其武學進境的招式。

### 幻影劍法
補天道傳人「影子刺客」楊虛彥專門用於刺殺敵手的劍法，寇仲等人原先一直誤以為叫「影子劍法」，實際上叫幻影劍法。套路專走險奇，變幻無窮。

### 姹女心法
魔門失傳百年的秘技，可在男女交合時傷人於無形，必須藉由銀針刺激穴道來修練，直到陰癸派跟滅情道聯手才讓分散在兩派典籍中的殘篇重聚，由白清兒重新練成這門武功。